# Musique albanaise
 (février 2025).
 (février 2025).
Si vous disposez d'ouvrages ou d'articles de référence ou si vous connaissez des sites web de qualité traitant du thème abordé ici, merci de compléter l'article en donnant les références utiles à sa vérifiabilité et en les liant à la section « Notes et références ».
La musique albanaise est celle pratiquée en Albanie, mais aussi par les nombreuses communautés albanaises vivant en Italie, au Kosovo et en Macédoine. Elle présente des caractéristiques tout autant archaïques, préservées par le relief et le régime, que métissées, par l'influence ottomane, persane, arabe, grecque ou slave. Elle se présente sous deux formes principales : le chant këngë et la danse valle (souvent en rythme aksak à 5, 7 ou 11 temps). Ces deux formes convergent parfois en këngë valle. 
La musique folklorique est encouragée par le régime communiste pour des raisons de lutte idéologique, notamment par la création du festival folklorique national de Gjirokastër.

## Musique traditionnelle
La musique traditionnelle est schématiquement divisée en deux aires musicales : au nord (correspondant à la zone de peuplement guègue, la musique est majoritairement monodique, de style plutôt héroïque, tandis que dans le sud (correspondant à la zone de peuplement tosque) la polyphonie domine, dans un style plus lyrique et romantique.
Il existe diverses formes de chants polyphoniques à métrique libre et riche ornementation (vibrato et falsetto) :
- këngë historike, ou chant historique ;
- këngë legjendare, ou chant épique ;
- këngë lirike, ou chant lyrique ;
- kënge trimash, ou ballade héroïque des partisans ;
- vjersh, chanté par les Arberèches (Albanais réfugiés en Italie).

Ces polyphonies albanaises varient en fonction des ethnies qui les chantent (Tosques proprement dits, Labs ou Chamène). Elles sont à trois ou quatre voix organisées en « preneur » (marësi ou ia merr), entonnant le chant, « rendeur » (kthyesi ou ya pret), le renvoyant et, « lanceur » (hedhesi) qui l'ornemente. Le bourdon iso enrobe l'ensemble. Elles sont dans une échelle quasi pentatonique du fait d'un système de pentacorde similaire au maqâm. 
Elles sont parfois entrecoupées d'improvisations instrumentales polyphoniques et modales kaba (« puissant » en turc). La clarinette y joue un rôle de soliste, et le luth y joue celui de bourdon ; le violon ou l'accordéon les soutiennent alors. Lentes et tristes au début, elles s'acheminent vers un air de danse rapide.

## Musique folklorique
Il faut y ajouter d'autres styles plus folkloriques :
- maje krabe ou maje krahi, qui est un cri perçant en forme de signal utilisé par les bergers et les partisans
- me fyt, qui est une forme de yodel polyphonique
- vajtim, qui est une lamentation funéraire chantée par les femmes
- kënge kreshnikë est un chant monodique épique et récitatif de la geste de Kreshnik, par les Guèges, avec des échelles heptatoniques. Il est accompagné de la vièle lahutë.

## Autres
La musique classique fait une timide apparition au XIXe siècle avant de prendre un essor au siècle dernier sous l'impulsion du compositeur Çesk Zadeja.
La musique populaire bosniaque sevdalinka est très en vogue chez les jeunes actuellement.

## Instruments traditionnels

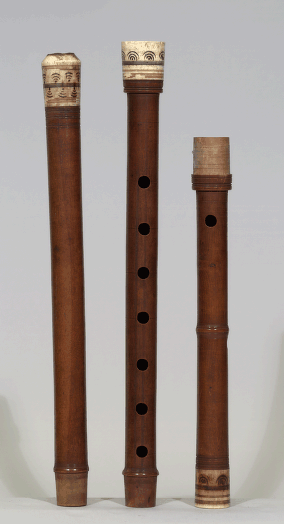
Kavals.

Les instruments à vent sont tous joués avec la respiration circulaire. Les instruments à vent comprennent : accordéon, bilbil, clarinette, cyladjare, fyell, gaïda, kaval, zumarja, et surlja. Les instruments à corde comprennent : bakllama, bouzouki, lahutë, qifteli, sharqi, tambura, et violon. Les percussions : dajre, qypi, et lodra.